# Дэвидсон, Скай
Скай Джанин Дэвидсон (англ. Skye Janine Davidson; род. 14 ноября 1997) — зимбабвийская шоссейная велогонщица.

## Карьера
С 2015 по 2017 год становилась становилась чемпионкой Африки и Зимбабве по маунтинбайку в дисциплине кросс-кантри в юниорской (U19) и молодёжной (U23) категориях.
В 2015 году в возрастной категории U19 сначала в феврале завоевала две медали на чемпионате Африки групповой и индивидуальной гонках, а после этого летом стала призёром чемпионата Зимбабве в этих же гонках. Затем в сентябре сначала приняла участие в Африканских играх 2015, проходивших в Браззавиле (Республика Конго), где выступила в групповой и индивидуальной гонках. А после этого на чемпионате мира в групповой гонке U19, заняв 59-е место.
Начиная с 2016 года начала участвовать в чемпионате Африки уже среди элиты. Стала чемпионкой Зимбабве в групповой (2017) и индивидуальной (2019) гонках среди.
В 2019 году сначала в конце августа приняла участие в Африканских играх 2019, проходивших в Рабате (Марокко), где выступила в групповой и индивидуальной гонках. А через месяц в конце сентября стартовала на чемпионате мира в групповой гонке, но не смогла финишировать. Предыдущей зимбабвийской велогонщищей участницей чемпионата мира была Хейзел Хаттон на чемпионате мира 1986 года.
Для участия в Чемпионате Африки 2022 года была вынуждена собирать на краудфандинговой платформе GoFundMe 1500 фунтов стерлингов на необходимые расходы (перелёт, проживание и питание) из-за отсутствия у Федерации велоспорта Зимбабве финансовых средств. На самом чемпионате выступила в групповой гонке, заняв 5-е место.

## Личная жизнь
Обучалась в Эдинбургском университете и выступала за университетскую команду во велоспорту. В 2021 году получила степень бакалавра наук с отличием по астрофизике.

## Семья
Скай Дэвидсон из большой спортивной семьи:
- мать Линда Дэвидсон — велогонщица
- сестра Ками Дэвидсон — велогонщица
- брат Крейг Дэвидсон
- дедушка Брайан Уоррен — был президентом Ассоциации дзюдо Зимбабве и Африканской федерации дзюдо, а также вице-президентом Олимпийского комитета Зимбабве
- бабушка Патриция Уоррен — дзюдоистка, обладательница чёрного пояса континенте
- тётя Дебби Уоррен Джинс[фр.] — дзюдоистка, чемпионка Африки
- дядя Филипп Уоррен — дзюдоист

## Достижения

### Шоссе
2009
 Чемпионка Зимбабве — индивидуальная гонка U19
2015
2-я на Чемпионат Африки — групповая гонка U19
3-я на Чемпионат Африки — индивидуальная гонка U19
2-я на Чемпионат Зимбабве — групповая гонка U19
3-я на Чемпионат Зимбабве — индивидуальная гонка U19
2017
 Чемпион Зимбабве — групповая гонка
2-я на Чемпионат Зимбабве — индивидуальная гонка
2019
 Чемпион Зимбабве — групповая гонка
 Чемпион Зимбабве — индивидуальная гонка
2022
5-я на Чемпионат Африки — групповая гонка

### Маунтинбайк
2014
 Чемпионка Зимбабве — кросс-кантри U19
2015
 Чемпионка Африки — кросс-кантри U19
2017
 Чемпионка Зимбабве — кросс-кантри U23
 Чемпионка Африки — кросс-кантри U23
2-я на Чемпионат Африки — марафон

## Рейтинги
| Год                 | 2023  | 2024  |
| ------------------- | ----- | ----- |
| Мировой рейтинг UCI | 263-й | 135-й |
|                     |       |       |
| Источник: UCI       |       |       |